# Edwin Hakvoort
Edwin Hakvoort (Kloosterhaar, 1975) is een Nederlands krachtsporter.
Hakvoort draaide vanaf 2003 mee in het nationale Sterkste Man-circuit en daarvoor al in regionale circuits. Later ook in het internationale circuit, met als hoogtepunt een eerste plaats bij het Sterkste Team van de Wereld op 22 juli 2006 te Sárvár, Hongarije, met zijn vriend en trainingsmaatje Jarno Hams. Ook trainde hij regelmatig met andere deelnemers van de Sterkste Man Competities, zoals Tom Jansen uit Enschede. Na 2007 verdween Hakvoort uit beeld bij de Sterkste Man-wedstrijden omdat hij regelmatig met blessures kampte, waardoor hij vaak moest afhaken bij wedstrijden.

## Statistieken (in en rond 2006)
- Gewicht: 130-135 kg
- Lengte: 193 cm
- Niveau: regionaal, nationaal en internationaal

## Beste prestaties
- 1e plaats Sterkste Team van de Wereld (2006)  (Samen met Jarno Hams)
- 5e plaats IFSA Grand Prix Nederland (2006)  (Winnaar: Žydrūnas Savickas)
- 3e plaats Sterkste Man van Nederland (2005)
- 2e plaats Internationale Deutschland Cup (2005)
- 1e plaats Tweede voorronde Sterkste Man van Nederland (2004)
- 7e plaats Sterkste Man van Nederland (2003) te Zandvoort
- 3e plaats Open Sterkste Man van Klazinaveen (2002)